# Complejo Las Torres
El imponente Complejo Torres Costanera es un conjunto residencial céntrico destacado, excelentemente ubicado frente al mar en el Barrio General Solari, también conocido como "Barrio Cívico" de Comodoro Rivadavia. Constituye uno de los desarrollos más emblemáticos del paisaje urbano tanto de la ciudad como de la provincia del Chubut.
Situado en una zona céntrica y estratégica dentro del sector cívico, el complejo se beneficia del crecimiento comercial y social que impulsa la construcción del Costanera Shopping, la revitalización de la costanera con iluminación moderna, espacios recreativos y juegos infantiles, además de la imponente presencia del Estadio Cerrado del Centenario.
Su ubicación privilegiada sobre la costanera no solo brinda vistas panorámicas al mar, sino que también ofrece un entorno ideal para actividades recreativas al aire libre, fomentando un estilo de vida activo y saludable. Este espacio público renovado se ha convertido en un punto de encuentro social fundamental que potencia la calidad de vida de sus residentes.
Además, la zona es actualmente reconocida como la más segura de Comodoro Rivadavia, gracias a la coordinación del Comando Unificado que integra fuerzas policiales federales y provinciales, sumado a la constante actividad comercial y cultural que genera un ambiente vigilado y protegido. Por estas razones, se ha convertido en el lugar preferido por turistas para alquileres temporarios durante su estadía en la ciudad.
El complejo está ubicado a pocos metros de la Plaza de las Naciones y de la Clínica del Valle, la institución médica polivalente más importante de la región, con una infraestructura de 15.000 m² que garantiza acceso a servicios de salud de primer nivel.
Por todas estas cualidades —seguridad, ubicación estratégica, acceso a servicios destacados y un entorno costero con amplias opciones recreativas—, la cotización de los departamentos en el Complejo Torres Costanera ha experimentado un notable incremento, consolidándose como una inversión inmobiliaria altamente valorada en el mercado local.
En definitiva, el Complejo Torres Costanera combina un emplazamiento excepcional, un entorno seguro y dinámico, y una creciente plusvalía, posicionándose como una opción residencial privilegiada en Comodoro Rivadavia.

## Generalidades
Se trata de 6 imponentes edificios de uso residencial. 3 torres de PB + 13, 3 PB + 14 pisos y 2 de PB + 7 pisos. todas excepto las de 7 pisos están ubicadas frente la costa de la ciudad, a solo unos metros del mar y costanera. Sobresalen desde cualquier parte de Comodoro del Sur y Rada Tilly. Posee más de 600 departamentos con una población que no baja de los 3 mil habitantes.

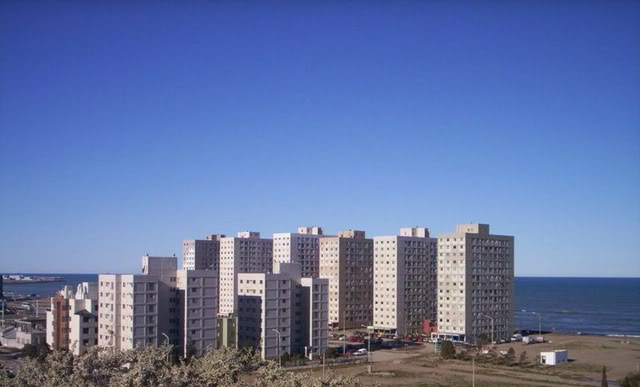
Panorámica del complejo con las torres menos de 7 pisos delante de las mayores.

Las torres fueron construidas en la década de 1990, sobre tierras ganadas al mar, debido al cercamiento del Cerro Chenque al centro comodorense. La zona contigua costera, que también limita con la ruta Nacional 3, en dirección a Rada Tilly fue elegida para emplazar el estadio Centenario en 2003 que por temas de corrupción política aun se sigue construyendo para 2024.

El proyecto además contempló parques y lugares de recreación alrededor del sector. Delante del complejo se levantó la plaza de las Naciones. Mientras la cara que da hacia el mar posee un extenso paseo costero inaugurado en 2015. Totaliza en un recorrido de 5 kilómetros para practicar atletismo, running, caminatas y juegos aeróbicos, elevando notablemente el nivel urbano del sector.
Este complejo dispone de escaleras de emergencia y medidas de seguridad actualizadas y aprobadas, conforme a la legislación vigente.

## Galería

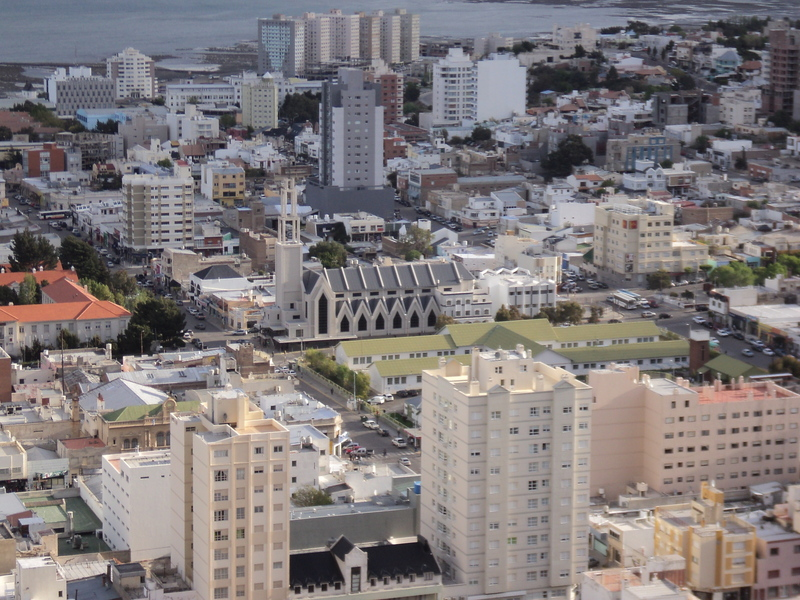
Vistas desde el Cerro Chenque.
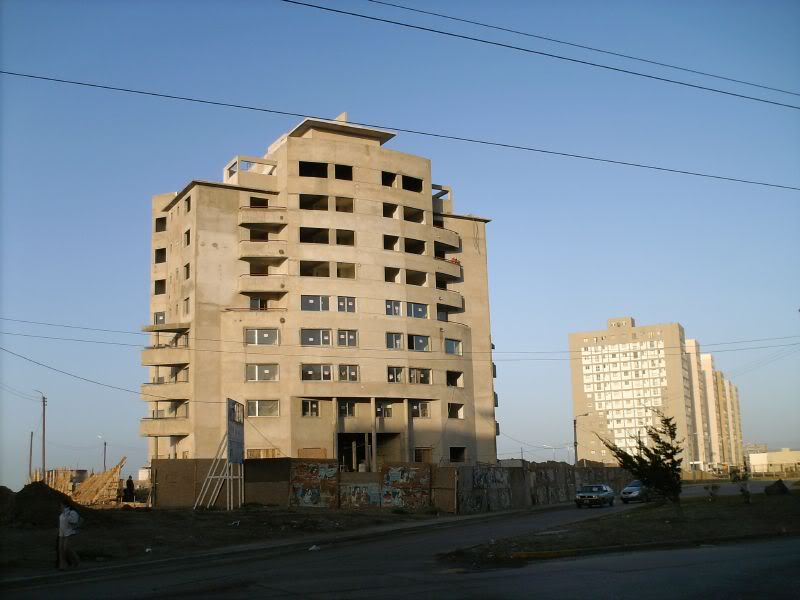
De fondo en cercanías del Edificio Siglo XXI.
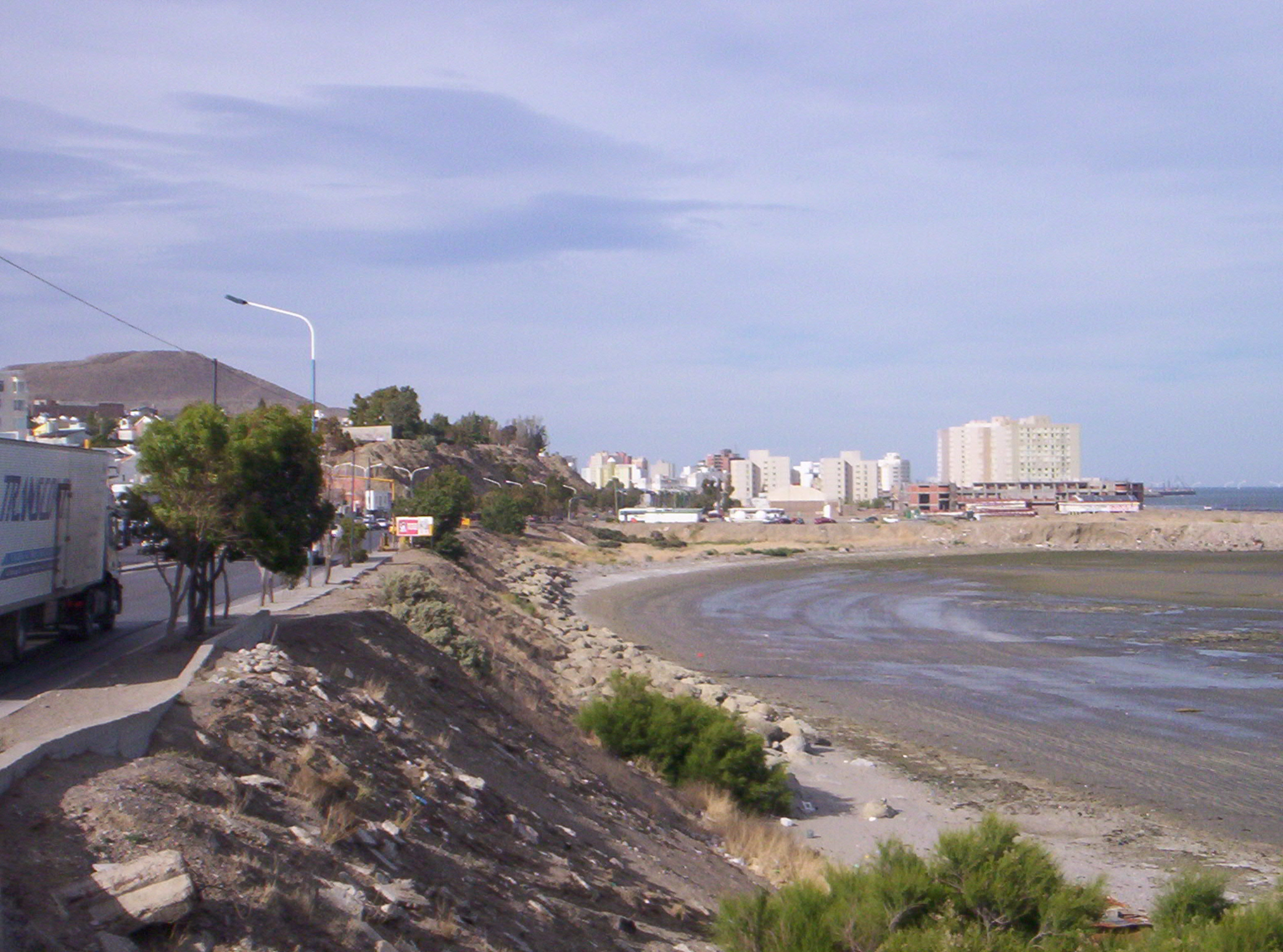
Vista las torres desde la ruta 3 antes de la construcción del costanera shopping.